# Blood
Blood és una banda de música originària d'Osaka (Japó) formada a principis del 2002.

## Trajectoria
Creat el febrer de 2002, el grup està format per músics que han optat per autoproduir-se i mantenir-se en línia amb la seva visió del món i de la música. El 10 de febrer de 2003, el cantant Dai va abandonar el grup. El grup comença un segon període amb Takeshi i llança l'EP Blood. Blood va actuar dues vegades als Estats Units a Fanime el 2003 i a l'Anime Expo el mateix any. També estrenen la seva tercera i quarta cintes. El 29 de febrer de 2004, Taichi i Takeshi van marxar. Blood actua a Fanime al maig, amb el seu nou vocalista Fu-ki. Amb Fu-Ki, Blood avança cap a un estil més hard rock. El tercer període és un període vampir. A la primavera del 2004 van estrenar Vengeance for Blood i van començar una gira mundial, començant per Europa.
Durant una gira el maig de 2005, van fer tres concerts a Mèxic. Aquell estiu, juliol de 2005, van llançar Vengeance for Blood 2 i es van embarcar en una altra gira europea i mexicana. Mentre es trobaven a Mèxic, van filmar la seva actuació que van publicar en DVD com Vengeance for Blood - Live in Mexico. A principis de 2006, van llançar el capítol final del seu concepte de vampir, Vengeance for Blood 3. Es van publicar 2.000 còpies, i totes es van esgotar en quatre dies. Al març, fan la seva última gira de vampirs per Europa, després fan un espectacle especial al Japó. Poc després van anunciar la gira Les Fleurs du mal. Més tard, continuen amb el seu estil de hard rock, i adopten un nou concepte basat en el poeta francès Charles Baudelaire. El novembre de 2006, van fer una altra entrevista al canal de ràdio WIXQ FM, amb Tainted Reality, presentada per l'antic presentador de Bad Transitions Shackelford.
Van publicar el seu primer mini-àlbum sota el concepte de poesia francesa, titulat Spleen ~Despair~, el 7 d'octubre de 2006. Va seguir una gira europea, seguida d'una gira americana el 2007. Les Fleurs du mal es publica el 7 de juliol de 2007. En aquest moment, Kiwamu va llançar Cure Distribution (ara anomenat Darkest Labyrinth) que distribuiria àlbums estrangers al Japó, amb GPKISM, Spectrum-x, Virgins O.R Pigeons i Noir du'Soleil en contracte. Gairebé un mes després de Les Fleurs du mal, Blood va publicar Best Collection 2002-2007, que inclou quatre cançons dels dos últims conceptes de la banda, i 12 del període actual. Després, el grup treballa en un altre concert, Symphony of Chaos. L'EP Dead-Hearted es va publicar el 9 de setembre de 2007.
Després d'un moment de silenci, la banda va publicar The Reaper Behind Me, el primer disc sota aquest nou concepte. Va ser a principis de 2008 que Ryo i un ballarí en directe de The Royal Dead sobrenomenat Bloodmore Har es van afegir al grup, només per a les vides al Japó per a aquest últim. El mateix any, van tocar amb DJ SiSeN a San Antonio, Texas i després a Austràlia. El 20 de novembre de 2008, van anunciar a MySpace el final de les seves activitats després del llançament de Lost Sky i la seva darrera gira, anomenada The End of the Day. El grup es va separar el 2009.
A principis de 2011, Kiwamu va decidir reformar Blood. Per a aquest quart període, s'envolta d'Hayato a la veu, Azami al baix i Dora a la bateria. El primer directe d'aquesta nova formació tindrà lloc el 4 de juny al Meguro Rockmaykan. El 8 de juny de 2012, Hayato va abandonar el grup per motius desconeguts. El 2014, el grup va publicar un documental de 15 minuts a YouTube sobre la seva gira americana, Les Fleurs du mal, produït per la companyia nord-americana Tainted Reality.